# Diplotaxis megapleura
Diplotaxis megapleura är en skalbaggsart som beskrevs av Patricia Vaurie 1960. Diplotaxis megapleura ingår i släktet Diplotaxis och familjen Melolonthidae. Inga underarter finns listade i Catalogue of Life.